# Гвоздикові
Гвозди́кові, або гвозди́чні (Caryophyllaceae) — родина вільнопелюсткових рослин, що складається з однорічних або багаторічних трав і небагатьох напівчагарників.

## Ботанічна характеристика
Стебла вузлуваті із супротивним листорозміщенням.
У всіх видів, за небагатьма винятками, листя парне, супротивне, завжди просте, від майже лінійних до овальних, зрідка з невеликими плівчастими прилистки.
Суцвіття — розвилина (напівзонтик), верхівкове, дворозвилисте або багаторозвилисте, то розкидисте, то щільне, пучкувате.
Квітки двостатеві і зрідка одностатеві. Переважає перехресне запилення з допомогою комах; пиляки розкриваються раніше, ніж дозрівають маточки (протерандрія). Квітки правильні, з чашечкою і віночком. Чашечка з 4—5 вільними або зрослими чашолистками, віночок вільнопелюстковий, у пелюсток розвинуті нігтики і відгини, на межі яких часто є придатки у вигляді зубців (привіночок). Тичинок десять і рідко п'ять або менше. Зав'язь цільна; стовпчик 1 або декілька.
Формула квітки:{\displaystyle \ast K_{5}\ oder\ K_{(5)}\;C_{5-0}\;A_{5+5}\;G_{{\underline {(5)}}-{\underline {(2)}}}}
Плід в більшості випадків сухий, у вигляді коробочки, що розкривається зубцями або напівстулками, одногніздний, з центральним сім'яносцем; насіння у більшості багато, рідко одне. Рідко це ягода (дутень) або горішок (червець). Насіння дрібне, гладке або горбкувате, зародок більш-менш зігнутий, периферичний, ендосперм багатий на крохмаль.
Оцвітина або проста, або подвійна.
Гвоздикові ділять на три групи.
До першої групи належать рослини, подібні до лободових, бо їх квітки зібрані в клубочки і мають просту зелену оцвітину, їх виділяють іноді в окрему родину — червецевих, наприклад червець однорічний.
До другої групи належать рослини з вільнолистою чашечкою її з пелюстками, які не мають нігтиків (мокричник, зірочник).
Рослини третьої групи (смілки і гвоздики) мають зрослолисту чашечку і пелюстки з помітними нігтиками.

## Походження та поширення
Родина нараховує близько 80 родів і понад 2000 видів.
Поширені гвоздикові по всій земній кулі від Субарктики до Арктики. Представники цієї родини зростають в різноманітних умовах — в тундрі, лісах, на луках, у степах, напівпустелях і пустелях, піднімаються до альпійського гірського поясу, досягаючи межі снігового покриву. Найбільше число видів зустрічається в області стародавнього Середземномор'я, районах Центральної і Східної Азії. Гвоздичні відіграють велику роль у багатьох трав'янистих рослинних угрупованнях і здатні рости в пустелях, тундрах, високогір'ях субтропіків і тропіків, де вони представлені своєрідною килимовою формою.
Два представники родини гвоздикових гідні включення до Книги рекордів Гіннесса — це перлинниця антарктична (Colobanthus quitensis) і Stellaria decumbens. Перша рослина входить до флори квіткових Антарктиди, що складається всього з двох видів. Друга — виявлена в Гімалаях на висоті 6 тис. м над рівнем моря.
У флорі України Caryophyllaceae за кількістю видів займають восьме місце, (Федорончук, 2002) вони представлені 40 родами (50 % від загальної кількості родів цієї родини у світовій флорі), і 226 видами (відповідно 11,3 %).
Поширені вони на території України досить нерівномірно. Так, у гумідних лісових ценофлорах кількість видів гвоздикових становить лише 1—2 і збільшується до 12—19 видів у степових фітоценозах, рідколіссях і саваноїдах Криму. За висотним розподілом кількість гвоздикових України зменшується із збільшенням висоти н.р.м. від рівнинного поясу (54 %) до монтанного (29 %), субальпійського (7 %) і альпійського (2 %). Дуже мало їх у літоральному поясі (7 %), зовсім відсутні в аквальному (водному).
На території Буковини ростуть представники 28 родів Caryophyllaceae — 35 % від загальної кількості родів у світовій флорі і 70 % від кількості родів у флорі України; та 77 видів (відповідно 3, 85 % і 34 %).
Найрізноманітнішими і найчисельнішими родами гвоздикових флори Буковини є:
- Dianthus L. (19 видів);
- Cerastium L. (7 видів);
- Stellaria L. (5 видів);
- Silene L. (5 видів).

Тільки одним видом у флорі Буковини представлені 13 родів (Agrostemma L., Alsine L., Coccyganthe Rchb., Cucubalus L., Myosoton Moench, Oberna Adans., Holosteum L., Hylebia (Koch) Fourr., Arenaria L., Spergula L., Spergularia (Pers) J. Presl et C. Presl, Steris Adans., Saponaria L.).

## Господарське значення
Серед гвоздикових багато бур'янових, лучних, лікарських і декоративних рослин.
Представники родини гвоздикових мають важливе господарське значення. Деякі представники гвоздикових, такі як лищиця, гвоздика, мильнянка, зірки введені в культуру і використовуються як декоративні рослини.
Гвоздичні містять різні фізіологічно активні речовини: флавоноїди, алкалоїди, вітаміни, органічні кислоти, фітоекдістероїди і сапоніни. Наявність даних речовин обумовлює застосування окремих видів родини — остудник голий (Herniaria glabra), представників родів лищиця (Gypsophila), колючолистник (Acanthophyllum), смілка (Silene) — у народній та офіційній медицині. Через значний вміст сапонінів ряд гвоздикових використовується як замінники мила, при виробництві пінобетону та східних солодощів. Багато видів дають хороше сіно, шпергель польовий (Spergula arvensis) сіється як кормова трава.
Отруйний для людини і худоби кукіль звичайний (Agrostemma githago). Бур'янами є зірочник середній (Stellaria media), стоголовник польовий (Vaccaria hispanica) і деякі інші види.

## Історія вивчення та класифікація
Caryophylleae Juss. 1789, Gen. PL: 299, nom. cons. — Alsinaceae Adans. 1763, Fam. PL: 2: 250. — Spergulaceae Adans. 1763, Fam. PL: 2: 270. — Illecebraceae R.Br. 1810, Prodr.: 413. — Гвоздичні.
Ряд видів гвоздикових згадується ще в роботах доліннеївських авторів (Bauhin; Tournefort; Buxbaum, та ін.) Проте основи наукового підходу до вивчення родини гвоздикових були закладені в роботах К. Ліннея. Згідно з числом тичинок і стовпчиків він розподілив види, що відносяться в наш час[коли?] до родини гвоздикових, між кількома класами своєї системи.
Опис родини («порядку») як таксона вперше наводиться французьким ботаніком Антуаном Лораном Жюссьє в розробленій ним природній системі рослин. У цій системі він розділив родину на 6 груп по сукупності різних ознак. У системі Jussieu відзначено важливість ознаки будови оцвітини при розподілі родини на природні групи.
З часів Ліннея до початку XIX століття був накопичений значний гербарний матеріал по рослинах з різних областей Землі, в тому числі і по гвоздиковим. Він був узагальнений в капітальному зведенні «Prodromus …» французького ботаніка Огюстена Пірама Декандоля, де розглядаються два самостійних «порядка», що охоплюють родину в нашому розумінні — Caryophylleae Juss. і Paronychieae A.St.-Hil..
Порядок Caryophylleae, у свою чергу, ділиться за ознакою зрослої або незрощеною чашечкою на дві триби:
- Sileneae DC.;
- Alsineae DC.

Порядок Paronychieae, на підставі відмінностей в будові квітки, плоду і розташування листя підрозділяється на ряд триб:
- Telephieae DC.,
- Illecebreae DC.,
- Polycarpaeae DC.,
- Pollichieae DC.,
- Queriaeae DC.,
- Sclerantheae Link,
- Minuartieae DC.

Надалі розробкою системи родини в цілому займаються багато відомих ботаніків. Німецький ботанік Едуард Фенцль роботі «Genera plantarum …» наводить значно змінену в порівнянні з «Prodromus …» систему порядку Caryophylleae Juss., Який він поділяє на 4 підпорядки:
- Paronychieae A.St.-Hil.,
- Sclerantheae Link,
- Alsineae Bartl.,
- Sileneae DC.

У складі Paronychieae A.St.-Hil. розглядаються чотири триби:
- Illecebreae R.Br.,
- Pterantheae R.Br.,
- Pollichieae DC.,
- Telephieae DC.

Подпорядок Sclerantheae не підрозділяється на триби.
Подпорядок Alsineae ділиться на три триби:
- Sabulineae Fenzl,
- Merckieae Fenzl,
- Stellarineae Fenzl.

Нарешті, подпорядок Sileneae розглядається в складі трьох триб:
- Diantheae Kunth,
- Lychnideae Fenzl,
- Drypideae Fenzl.

Однак існує й інша точка зору на обсяг родини. Дж. Бентам і Дж. Гукер знову розглядають 2 таксони:
- Caryophylleae Juss., з такими трибами:
  - Sileneae;
  - Alsineae;
  - Polycarpeae,
- Illecebreae R.Br., з такими трибами:
  - Pollichieae,
  - Pamnychieae,
  - Pterantheae,
  - Sclerantheae.

Фердинанд Албін Пакс, який знову визнає єдину родину Caryophyllaceae, виділяє в його складі дві групи невизначеного рангу — Silenoideae і Alsinoideae.
Всередині Silenoideae він розрізняє підгрупи, ранг яких також не визначений — * Silenoideae-Lychnideae,
- Silenoideae-Diantheae.

А у складі Alsinoideae — * Alsinoideae-Alsineae,
- Alsinoideae-Sperguleae,
- Alsinoideae-Polycarpeae,
- Alsinoideae-Paronychieae,
- Alsinoideae-Dysphanieae,
- Alsinoideae-Sclerantheae,
- Alsinoideae -Pterantheae.

У другому виданні цієї роботи система родини піддалася значній зміні.
Родину розділено на 3 підродини:
- Paronychioideae Vierh.,
- Silenoideae A.Br.,
- Alsinoideae Vierh .

Кожна підродина, у свою чергу, складається з триб, назви яких подвійні і включають назву підродини і власне назву триби. Назви подтриб вже потрійні і складаються з назв підродини, триби та підтриби.
Підродина Paronychioideae включає 4 триби:
- Pamnychieae Pax et K. Hoffm.,
- Pterantheae Endl.,
- Polycarpeae Pax,
- Sperguleae Vierh. (тут і далі перші таксони опущені, наводиться тільки власну назву таксона цього рангу).

Триба Pamnychieae поділяється на 3 підтриби:
- Pollichiinae Pax et K. Hoffm.,
- Paronychiinae Pax et K. Hoffm.,
- Illecebrinae Aschers. et Graebn.

Дві інших триби — Pterantheae і Polycarpeae — наводяться без розподілу на підтриби.
Четверта триба — Sperguleae — ділиться на 3 підтриби:
- Spergulinae Pax et K. Hoffm.,
- Telephiinae Aschers. et Graebn.,
- Xerotiineae Pax et K. Hoffm.

Підродина Alsinoideae ділиться на триби:
- Alsineae Pax (з підтриби Stellariinae Aschers. et Graebn., і Sabulininae Aschers. et Graebn.),
- Pycnophylleae Mattf.,
- Habrosieae Pax et K. Hoffm.,
- Sclerantheae Vierh.

Підродина Silenoideae поділяється на триби:
- Lychnideae A.Br. (з підтриби Sileninae Pax et K. Hoffm., Cucubalinae Pax et K. Hoffm., Drypidinae Pax et K. Hoffm.),
- Diantheae Pax.

Більшість сучасних ботаніків, слідуючи F. Pax і К. Hoffman, приймає єдину родину Caryophyllaceae, поділяючи його на 3 підродини:
- Alsinoideae,
- Silenoideae,
- Paronychioideae.

Інші, віддають перевагу більш вузьке трактування родини Caryophylleae Juss., з виділенням з нього родини Illecebraceae R.Br.. Рідше кожне або більшість з підродин розглядаються як окремі родини, а з Illecebraceae виділяється сімейство Spergulaceae Adans.
Наявність у складі родини ряду поліморфних родів (Silene, Dianthus, Elisanthe, Gypsophila), значна внутрішньовидова мінливість, часто ускладнена міжвидовою гібридизацією, ускладнює розпізнавання видів і робить гвоздичні однією з найскладніших і найцікавіших в таксономічному відношенні родиною.
Спільний інтернет-проект Королівських ботанічних садів у К'ю і Міссурійського ботанічного саду «The Plant List» подає список з 91 прийнятих назв родів (докладніше див. Список родів родини Гвоздичних) і 2456 видів.